# Legislatura de Nuevo México
La Legislatura de Nuevo México (en inglés: New Mexico Legislature) es la legislatura estatal (órgano encargado del poder legislativo) del estado de Nuevo México, en Estados Unidos. Es un organismo bicameral compuesto por la Cámara de Representantes de Nuevo México y el Senado de Nuevo México.

## Historia
La legislatura de Nuevo México se estableció cuando Nuevo México se convirtió oficialmente en estado y fue admitido en la unión en 1912. En 1922, Bertha M. Paxton se convirtió en la primera mujer elegida para la legislatura de Nuevo México, siendo miembro de la Cámara de Representantes.

## Estructura de sesión y operaciones
La legislatura se reúne en sesión regular el tercer martes de enero de cada año impar. La Constitución del Estado de Nuevo México limita la sesión regular a 60 días, mientras que cada dos años dura 30 días. El vicegobernador preside el senado, mientras que el portavoz de la cámara es elegido de ese organismo en una asamblea de miembros mayoritarios a puerta cerrada. Ambos tienen una amplia libertad para elegir la membresía del comité en sus respectivas cámaras y tienen un gran impacto en la elaboración de leyes en el estado.
Si bien solo el gobernador puede convocar a la legislatura para llevar a cabo sesiones especiales, la legislatura también puede convocar para sí misma una sesión extraordinaria. El gobernador puede convocar tantas sesiones como desee. La constitución de Nuevo México no limita la duración de cada sesión especial; los legisladores pueden considerar solo aquellos asuntos designados por el gobernador en su proclamación de convocatoria de la sesión especial (aunque el Gobernador puede agregar otras cuestiones durante la sesión).
Cualquier proyecto de ley aprobado por la legislatura y firmado por el gobernador entra en vigor 90 días después de su aprobación, a menos que dos tercios de cada cámara voten para dar al proyecto de ley un efecto inmediato, un efecto anterior (antes del período de 90 días) o un efecto posterior (después del período de 90 días).

## Distritos
La legislatura está formada por 70 representantes y 42 senadores. Cada miembro de la cámara representa aproximadamente a 25,980 residentes de Nuevo México, mientras que cada miembro del senado representa aproximadamente a 43 300 residentes. Actualmente, el Partido Demócrata tiene mayoría en ambas cámaras de la legislatura de Nuevo México y ocupa la oficina del gobernador.

### Redistribución de distritos
El gobernador asigna un comité legislativo que se reúne cada 10 años, según el resultado del censo de los Estados Unidos, para redistribuir los límites de los distritos para la legislatura estatal y los distritos congresionales.

### Límites de mandato
Actualmente, no hay límites de mandato para los legisladores de ambas cámaras. El miembro actual más antiguo de la legislatura ha servido desde 1972. Los miembros de la Cámara de Representantes se eligen cada dos años, mientras que los miembros del Senado se eligen cada cuatro años.